# 射水市立片口小学校
射水市立片口小学校 （いみずしりつ かたぐちしょうがっこう）は富山県射水市にある公立小学校。

## 通学区域
新片町一丁目～新片町五丁目、片口、片口久々江、片口高場、片口堀上、片口入江、片口堀岡、片口又新、片口新村、新堀、高場新町一丁目～高場新町四丁目

## 進学先
- 射水市立射北中学校

## 交通アクセス
- 射水市コミュニティバス 新湊・本江線 「片口小学校前」バス停

## 周辺
- 富山県道232号堀岡小杉線
- 国道415号